# Rocio
Rocio — небольшой род цихловых из Мексики и севера Центральной Америки, описанный в 2007 году.
Насчитывает 3 вида.

## Виды
- Rocio gemmata Contreras-Balderas & Schmitter-Soto 2007 из Юкатана Пенинсула (Yucatan Peninsula), Мексика
- Rocio ocotal Schmitter-Soto 2007 из оз. Окотал (Lake Ocotal), Мексика
- Rocio octofasciata (Regan 1903)[2] — «Jack Dempsey» (Джек Демпси), из Гондураса и юга Мексики.